# Nikon FM3a
La Nikon FM3A è una fotocamera SLR per pellicola 35 mm.
Uscita sul mercato nel 2001, è l'erede della FM2 (1983) ma acquisisce importanti caratteristiche della serie FE, come l'automatismo a priorità di diaframma, il blocco dell'esposizione e il supporto flash TTL della FE2. Da quest'ultima prende inoltre il galvanometro per l'indicazione dell'esposizione (a differenza della Nikon FM e Nikon FM2 che utilizzano dei LED), il quale mostra in automatismo il tempo impostato dalla macchina, mentre in manuale funziona a sovrapposizione di aghi (calcolato - impostato). L'otturatore è detto ibrido, in quanto in manuale è del tutto meccanico e dunque funziona senza bisogno di corrente, mentre in automatismo invece è elettromeccanico (meccanico ma assistito dall'energia elettrica), e di conseguenza ha bisogno delle batterie per funzionare.
È venduta fornita con a corredo l'obiettivo Nikkor 45 mm f/2.8P, con finiture dello stesso colore del corpo macchina (argento o nero). L'otturatore è a tendina e raggiunge tempi compresi tra 1 secondo e 1/4000 (più la posa B); in automatismo può raggiungere inoltre i tempi di 2, 4 e 8 secondi. 
La baionetta F mantiene la compatibilità con tutte le ottiche Nikkor (e compatibili): AI, AIs e AF (AF, AF-n e AF-D), naturalmente senza l'autofocus. Se adattate per il simulatore del diaframma, è possibile montare anche le ottiche Pre-AI. 
La macchina mantiene le caratteristiche di robustezza dei corpi degli anni '70. Il corpo è in lega di silicio e alluminio, parzialmente rivestito di materiale plastico antisdrucciolo; le calotte superiore ed inferiore sono in ottone, cromato o verniciato nero. In aggiunta la FM3A prevede l'impostazione automatica della sensibilità della pellicola tramite sensori DX (vi è comunque la possibilità di regolarla manualmente).
La FM3A è compatibile con il motore Nikon MD-12, lo stesso progettato per la FM2 ed FE2.